# 澳门国际电影节
澳门国际电影节（英語：Macau International Movie Festival）2009年建立的国际电影节，建立者是澳门电影电视传媒协会、中国国际文化传播中心。其奖项是“金莲花奖”。名字虽然叫做“国际电影节”，但是实际上授奖对象主要是中国大陆、香港、澳门和台湾。澳门国际电影节与澳门国际电视节同期举办，合称“澳门国际电影电视节”。

## 沿革
2009年的12月26日，第一届澳门国际电影节在澳门举办。

## 奖项
- 最佳导演
- 最佳编剧
- 最佳男主角
- 最佳女主角
- 最佳男配角
- 最佳女配角
- 最佳新人
- 导演新人
- 最佳摄影
- 最佳剪辑
- 最佳音乐
- 最佳纪录片
- 最佳短片
- 最佳动画片
- 优秀制片人
- 优秀影片大
- 最佳故事片

## 歷年主要獎項
註：人名後括號內的數字，表示該得獎者獲得同一獎項的累積次數（兩次以上標註）
| 屆 | 年   | 最佳影片                        | 最佳導演                                   | 最佳編劇                               | 最佳男主角                            | 最佳女主角                           | 最佳男配角                          | 最佳女配角                          | 最佳攝影                                        |
| 15 | 2023 | 《无名》                        | 程耳《无名》                               | 岑尚哲《源生罪》                       | 朱一龍《消失的她》                    | 周冬雨(2)《熱搜》                    | 張兆輝(2)《困獸》                   | 文詠珊《消失的她》                  | 何山《消失的她》                                |
| 14 | 2022 | 《长津湖之水门桥》 《明日战记》 | 章子怡《我和我的父辈》之《诗》             | 斗琪《追光》                           | 陈宝国《海的尽头是草原》              | 章子怡(3)《我和我的父辈》            | 范伟《铁道英雄》                    | 张珊萌《朝花夕拾》                  | 赵小丁《狙击手》                                |
| 13 | 2021 | 《長津湖》                      | 陳木勝《怒火·重案》                        | 郭子聖《鄉土》 范小天、焦欢《紙騎兵》  | 谢霆锋《怒火·重案》                   | 徐帆《關於我媽的一切》               | 白永成《您好，北京》                | 不適用                              | 赵小丁《悬崖之上》                              |
| 12 | 2020 | 《八佰》                        | 管虎《八佰》                               | 管虎《金刚川》                         | 张译《金刚川》                        | 钟楚曦《八月未央》                   | 不適用                              | 田海蓉《全心爱你》                  | 不適用                                          |
| 11 | 2019 | 《流浪地球》                    | 麦兆辉《廉政风云 烟幕》 刘伟强《中国机长》 | 庐野、赵亚东、周思言《西河恋歌》       | 于谦《老师·好》                       | 蔡卓妍(2)《非分熟女》 柳岩《受益人》 | 张兆辉《催眠·裁决》                 | 陈数《长安道》                      | 刘冬《宽男窄女》                                |
| 10 | 2018 | 《无名之辈》                    | 胡玫《进京城》                             | 王强《被阳光移动的山脉》               | 陈建斌《无名之辈》 王力宏《无问西东》 | 章子怡(2)《无问西东》                | 潘斌龙《无名之辈》                  | 王子文《进京城》                    | Pilarski Amyerick 《纹身：西部纵横》            |
| 9  | 2017 | 《芳华》                        | 冯小刚《芳华》                             | 严歌苓《芳华》                         | 葛优《罗曼蒂克消亡史》                | 章子怡《罗曼蒂克消亡史》             | 不適用                              | 赵静《我是医生》 李木子《你若安好》 | 塞特希·库马尔《巴霍巴利王2：终结》 罗攀《芳华》 |
| 8  | 2016 | 《我的战争》 《让我怎么相信你》 | 不適用                                     | 何澜《孤独花园》                       | 李雪健《老阿姨》 胡军《上海王》       | 周冬雨《谎言西西里》                 | 刘佩琦《上海王》                    | 爱新觉罗·启星《不朽的时光》         | 陆一帆《不朽的时光》                            |
| 7  | 2015 | 《狼图腾》                      | 让·雅克·阿诺《狼图腾》                     | 张爵西《我来自纽约》                   | 狄龙《我来自纽约》                    | 惠英红《幸运是我》                   | 陈家乐《幸运是我》                  | 宣萱《我来自纽约》                  | 让·马利·德雷鲁《狼图腾》                        |
| 6  | 2014 | 《归来》                        | 钟澍佳《男人唔可以穷》                     | 邹静之《归来》                         | 任达华《雏妓》                        | 蔡卓妍《雏妓》                       | 從缺                                | 冯波《少女灵异日记》                | 赵小丁《归来》                                  |
| 5  | 2013 | 《神奇》                        | 成龙《十二生肖》                           | 彭丹、王兵《南泥湾》                   | 黄秋生《叶问：终极一战》              | 刘亦菲《铜雀台》                     | 陈伟霆《救火英雄》                  | 钟欣潼《叶问：终极一战》            | 徐斌《她们》                                    |
| 4  | 2012 | 《暴走妈妈》                    | 叶军怀《孝行天下》                         | 马岱山《铁人王进喜》                   | 喻恩泰《做次有钱人》                  | 徐熙媛《百万巨鳄》                   | 那威《一夜成名》                    | 梁咏琪《四季人生》                  | 龙申松、陈友良《三个未婚妈妈》                  |
| 3  | 2011 | 《关云长》                      | 麦兆辉、庄文强《关云长》                   | 张琦、黄苇《夺命心跳》                 | 甄子丹《关云长》                      | 黄奕《竞雄女侠·秋瑾》                | 黄秋生《竞雄女侠·秋瑾》             | 温碧霞《英雄喋血》                  | 敖志君《母语》                                  |
| 2  | 2010 | 《弹簧床先生》                  | 陈兵《野草莓》                             | 裴蓓《天上人》                         | 苏有朋《康定情歌》                    | 苑新雨《近在咫尺的爱恋》             | 张信哲《我和你》                    | 谢润《康定情歌》                    | 弗朗兹·帕格特《真爸爸假爸爸》                   |
| 1  | 2009 | 《不能没有你》                  | 蒋雯丽《我们天上见》                       | 胡安·菲舍尔、埃尔温·格格尔《寻找米格》 | 朱旭《我们天上见》                    | 马马泰·布基亚《瓦纳加》              | 牛飘《宝贵的秘密》 胡晓光《天山雪》 | 许晴《建国大业》 杨萌《天山雪》     | 不適用                                          |

## 届次
- 第一届澳门国际电影节
- 第二届澳门国际电影节
- 第三届澳门国际电影节
- 第四届澳门国际电影节
- 第五届澳门国际电影节
- 第六届澳门国际电影节
- 第七届澳门国际电影节
- 第八届澳门国际电影节
- 第九届澳门国际电影节
- 第十届澳门国际电影节
- 第十一届澳门国际电影节
- 第十二届澳门国际电影节
- 第十三届澳门国际电影节
- 第十四届澳门国际电影节
- 第十五届澳门国际电影节

## 花絮
- 香港男演员黄秋生是得奖最多也是提名频率较高的男演员。
- 2016年12月，台灣歌手劉子千以電影我的孤獨是座花園，獲得 2016年第八屆澳門國際電影節最佳新人獎。

## 争议事件
2009-2010年首两届，被多家媒体批评不力、管理混乱，參展導演黑臉。澳门电影电视传媒协会以侵犯名誉权为由，将4家媒体诉至法院。2011年11月25日，北京市西城区人民法院做出判决，认为没有证据证明4被告刊登的文章严重失实，在原告要求删除该文章后，涉案文章已经删除。因此，不能认定4被告存在主观过错。